# Hieracium kalsoeense
Hieracium kalsoeense es una especie de planta con flor del género Hieracium, de la familia Asteraceae, orden Asterales.

## Distribución
Hieracium kalsoeense se distribuye por las Islas Feroe.

## Taxonomía
Fue descrita científicamente por Dahlst.
Tratamiento taxonómico
La especie aparece registrada en una sección de la publicación Warm., Bot. Faeröes.